# Joseph Prunis
Joseph Marie Prunis, ecclésiastique, historiographe du Périgord et homme politique français, est né le 16 mai 1742 à Campagnac (actuel département de la Dordogne) et mort en 1816 à Saint-Cyprien (Dordogne).

## Biographie
Fils d'Antoine Prunis, maître-chirurgien et de Catherine Jourreau.

### Ecclésiastique et historiographe du Périgord
D'abord novice à l'abbaye Notre-Dame de Chancelade, il prononce ses vœux à l'âge de dix-sept ans.
Chanoine augustin régulier, il commence une inlassable quête historique sous l'impulsion de l'abbé Jean IV Antoine Gros du Beller qui reçoit les Périgourdins les plus cultivés.
Le soutien du ministre Bertin, comte de Bourdeilles lui permet de poursuivre ses travaux à Paris. Pendant dix ans, de 1770 à 1780, il est l'avant-dernier abbé de Chancelade. En 1782, il est nommé prieur de Saint-Cyprien. Il est également l'un des censeurs royaux de Louis XVI.

### Homme politique

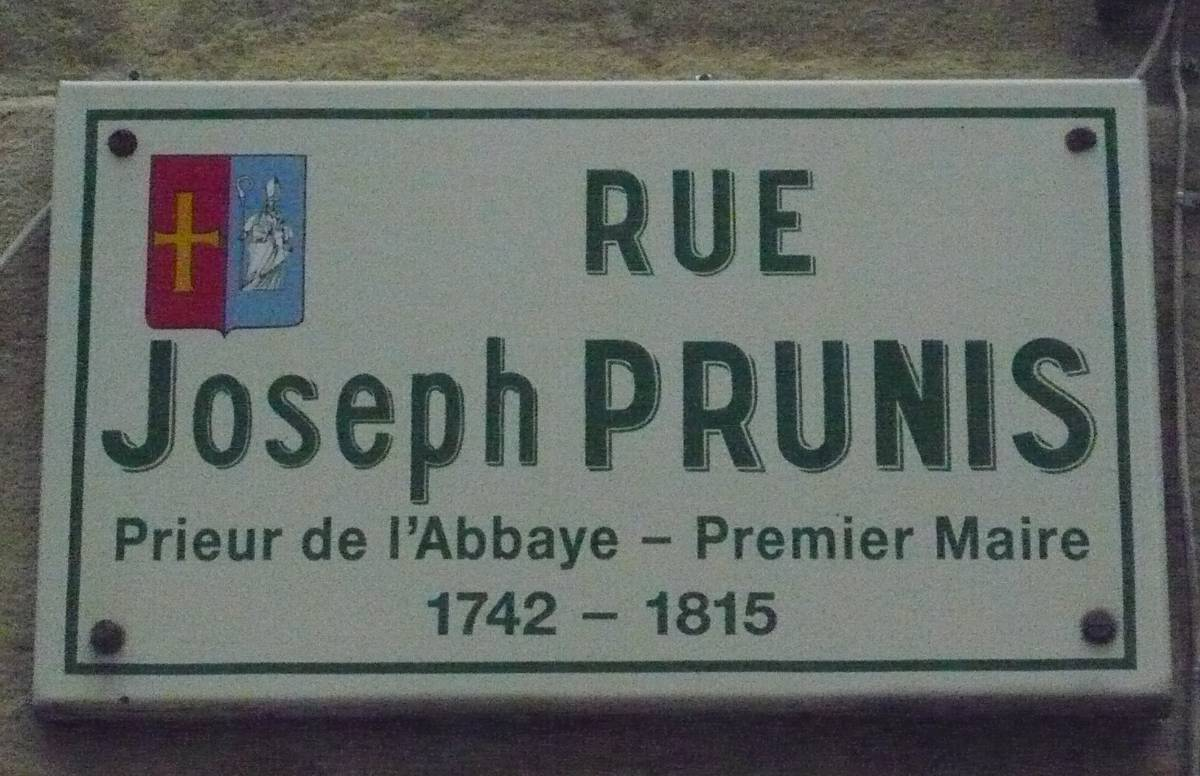
Plaque de la rue Joseph-Prunis à Saint-Cyprien (Dordogne).

Il est le premier maire de la commune de Saint-Cyprien, de 1790 à 1797.
Il devient membre de l'administration centrale (an IV), commissaire de son canton (an V) puis conseiller de préfecture après le coup d'État du 18 brumaire. La même année, le 28 fructidor an VIII, il remplit les fonctions de sous-préfet à Bergerac. Le 29 thermidor an XII, le Sénat conservateur le désigne pour représenter le département de la Dordogne au corps législatif. Il siégea jusqu'au 1er juillet 1809 à l'assemblée impériale.